# Nyakagunga
Nyakagunga är ett periodiskt vattendrag i Burundi.   Det ligger i provinsen Ruyigi, i den centrala delen av landet, 110 km öster om huvudstaden Bujumbura.
I omgivningarna runt Nyakagunga växer huvudsakligen savannskog. Runt Nyakagunga är det ganska tätbefolkat, med 172 invånare per kvadratkilometer.